# Termelőerők
A termelőerők fogalma a marxista közgazdaságtanban a termelési eszközök és az alkotó ember összessége.

## Tartalma
A termelőerők marxi fogalma magában foglalja az összes természeti, műszaki, szervezeti és szellemi-tudományos erőforrást, amely a társadalom rendelkezésére áll az áruk és szolgáltatások előállításához. A termelőerők és termelési viszonyok összhangjának törvénye szerint dialektikus kapcsolatban állnak azokkal a termelési viszonyokkal, amelyekkel együtt történelmileg sajátos termelési módot alkotnak.
A termelőerők fogalma magában foglalja az embereknek a természet azon tárgyaihoz és erőihez való viszonyát, amelyeket az anyagi javak termeléséhez felhasználnak.
A társadalom fő termelőerői  maguk a dolgozók, tapasztalataikkal, jártasságukkal, akik folyamatosan tökéletesítik munkaeszközeiket, gyarapítják tapasztalataikat, növelik munkájuk termelékenységét. A termelőerők folyamatos fejlődése maga után vonja a termelési viszonyok és a termelési mód szükségszerű fejlődését.
Az emberek képességei, készségei, tapasztalatai mellett a legfontosabb termelőerők a gyártás technológiája és megszervezése, a termelési eszközök a munka tárgyaival (például nyersanyagok) és a munkaeszközökkel (például gépek), valamint a
társadalmi ismeretek, különösen a tudomány.
A klasszikus közgazdaságtanban és a modern közgazdaságtanban használt termelési tényező fogalma a termelőerők marxi fogalmánál sokkal szűkebb, ezért a két fogalom nem egymás szinonímája.
Míg Hegel történetfilozófiájában az egyetemes történelmi haladás, amelyet a „szellem munkája” hajt előre, a „szabadságtudat” növekedésében nyilvánul meg, addig Marx ezt a társadalmi munka által előre vitt haladást a termelőerők és az ezekhez dialektikusan kapcsolódó termelési viszonyok történelmi fejlődésével méri.